# Varga Gábor (író)
Varga Gábor (Nagyvárad, 1948. augusztus 5. –) erdélyi magyar vegyészmérnök, politikus, elbeszélő, drámaíró. Felesége Tavaszi Hajnal (1956).

## Életútja
Szülővárosában a magyar tannyelvű líceumban érettségizett (1966); a temesvári Műegyetem Vegyészmérnöki Karán szerzett mérnöki oklevelet 1971-ben. 1975-ig gyakorló vegyészmérnökként a nagyváradi timföldüzemben, majd az Antikorróziós Lakk- és Festékipari Kutatóintézet nagyváradi kirendeltségén dolgozott. 1989-ben az RMDSZ Bihar megyei szervezetének alapító tagja, 1991-ig alelnöke, majd 1999-ig elnöke. 1998-tól az Állami Találmányi és Védjegyhivatal államtitkári rangú vezérigazgatója Bukarestben.

## Szépírói munkássága
Szakmai tevékenysége mellett már korán a prózairodalommal is próbálkozott: Nyomok c. karcolatával megnyerte a temesvári Szabad Szó 1969-es novellapályázatát. Szülővárosába hazatérve az Ady Endre Irodalmi Körnek tagja (1971–85), 1974-től vezetőségi tagja. 1978–84 között az Irodalmi Kerekasztal titkára. A nagyváradi Ady Endre Társaság megalakításával (1992) részt vállalt az irodalmi és művelődési élet újjászervezésében is.
Alkalmi írásokkal, könyvismertetésekkel, színikritikákkal már 1977 óta rendszeresen jelentkezett a helyi és országos irodalmi lapokban (Fáklya, Utunk, Igaz Szó, Kelet–Nyugat, Bihari Napló). A prózaíró felelősségéről vall az Igaz Szó Disputa rovatában (1977/12). Az Igaz Szóban megjelent drámái (1977/7–8; 1979/3) a túlélés, megmaradás eszméit sugallják. Történelmi drámái önálló kötetben is megjelentek A hatodik ostrom címmel (Bukarest, 1980. Forrás). Tábornokok c. drámáját 1999-ben a nagyváradi színház Szigligeti Társulata mutatta be.
Szépprózájában szívesen időzik a történelmi múltnál, ezt bizonyítják a Látóban megjelent elbeszélései (Pogány sirató. 1990/10; Hozsanna Dávid fiának. 1991/10).
Szerkesztésében jelent meg a Varadinum Emlékkönyv három kötete (Nagyvárad, 1992, 1993, 1994).

## Művei
- Az ittmaradt nyár (Temesvár, 1984)
- Históriás beszéd avagy Kronosz elkomorodása (Bukarest, 1996)
- Az Úr kutyája (kisregény, Csíkszereda 2002)
- Toronyiránt avagy Toborzó léleknagyobbításra; Mentor, Marosvásárhely, 2006
- Városaim. Rendhagyó vallomások; Europrint, Nagyvárad, 2009
- A cselekvés ideje avagy Micsoda tíz esztendő! Közéleti írások és dokumentumok. 1989-1999; Várad, Nagyvárad, 2014
- Az üres tér dicsérete. Színpadi látomások; Kriterion, Kolozsvár, 2016

## Román nyelvű szakkiadványai
- A műszaki alkotás védelmének fontossága (Bukarest, 2006)
- Europa ante portas (iparjogvédelmi írások és beszédek, Nagyvárad, 2008)